# Émile Joseph Nestor Carlier
Émile Joseph Nestor Carlier fue un escultor francés, nacido el 3 de enero de 1849 en Cambrai (Norte) y fallecido el 11 de abril de 1927 en París a los 78 años, está enterrado en el Cementerio del Père-Lachaise.

## Obras

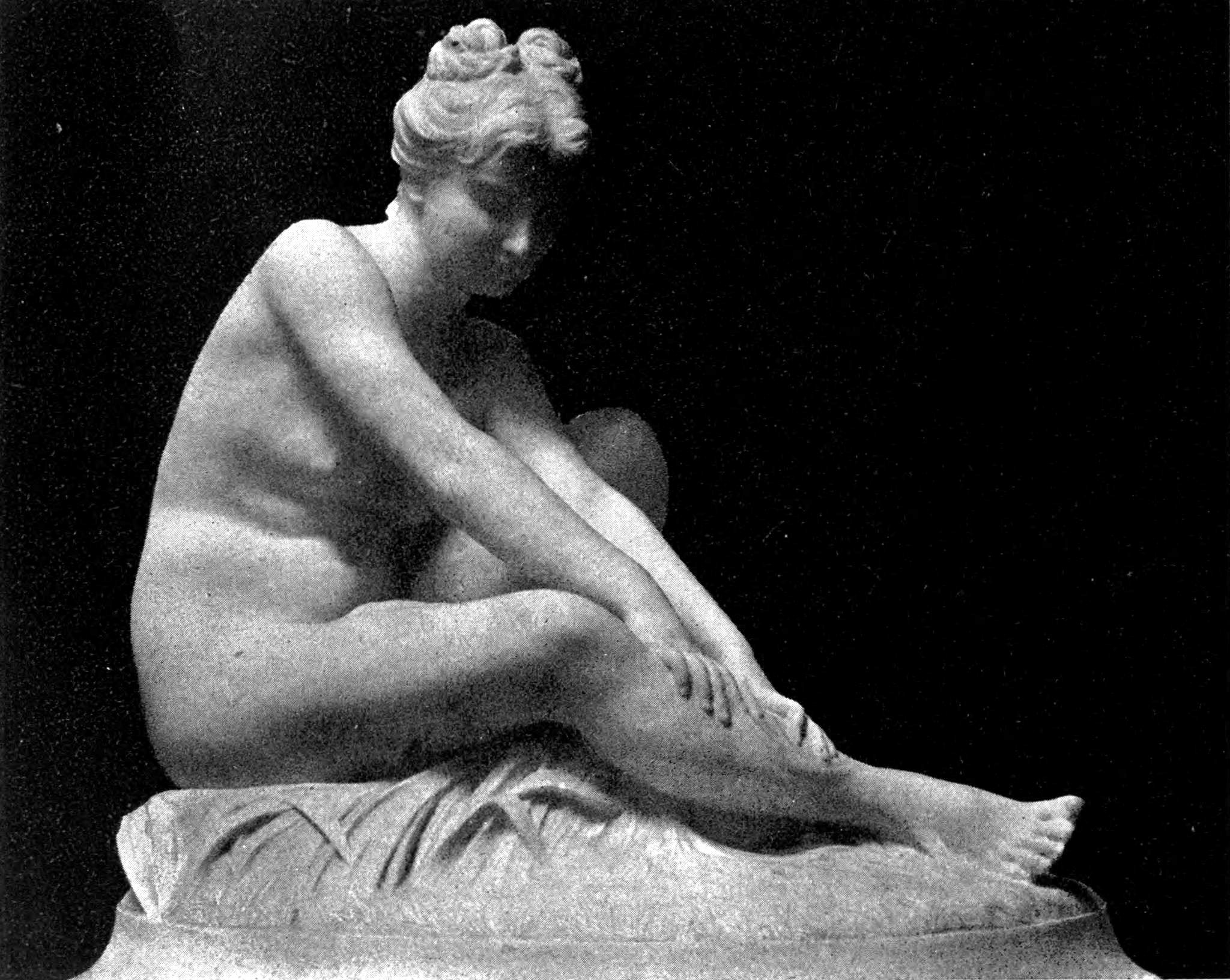
Bañista
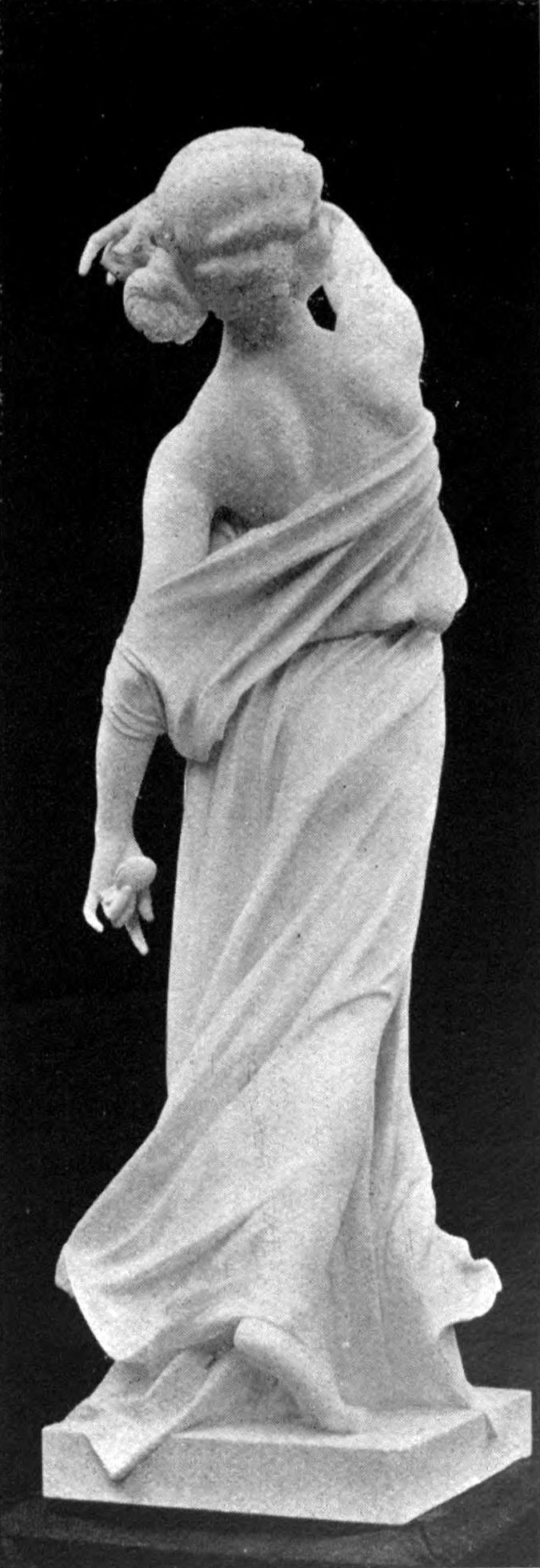
La Danza Profana

Monumentos
Es el autor de los bustos de Victor Massé y Berlioz en la ópera Garnier.